# Carmine Senise
Carmine Senise (Napoli, 28 novembre 1883 – Roma, 24 gennaio 1958) è stato un poliziotto e prefetto italiano, capo della polizia dal 1940 al 1943 e poi, per un breve periodo, con il primo governo del maresciallo Badoglio, dopo la destituzione di Mussolini.

## Biografia
Nacque nel 1883 a Napoli da una famiglia di origine lucana, figlio di Tommaso, medico e senatore del Regno; lo zio omonimo, Carmine Senise, era prefetto della città partenopea. Dopo essersi laureato in giurisprudenza, nel 1908 Senise vinse un concorso ed entrò nell'amministrazione del Ministero dell'Interno. Il suo primo incarico fu nella sottoprefettura di Pozzuoli.
Dal 1911 al 1922 fu segretario e poi capo dell'Ufficio stampa di quel ministero. Successivamente, fu destinato alla Direzione generale delle carceri e poi a quella di sanità. Nel 1930, trasferito alla Direzione generale di pubblica sicurezza, divenne capo della Divisione per gli affari generali e riservati. Nel 1932 fu promosso prefetto e nominato vice capo della polizia.

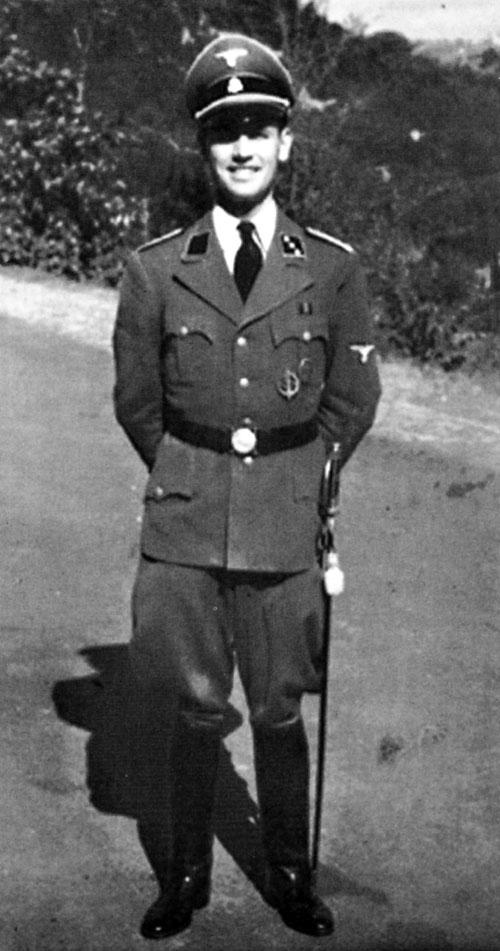
Erich Priebke, arrestò Senise nel 1943

Morto Bocchini il 22 novembre 1940, capo della polizia per quattordici anni, lo stesso giorno Senise fu nominato suo successore, su proposta del sottosegretario di stato all'Interno Buffarini Guidi. Il 14 aprile 1943 Mussolini, scontento per la debole repressione degli scioperi operai che si erano svolti nel nord Italia nel mese di marzo, lo destituì, sostituendolo con il prefetto Renzo Chierici. Senise partecipò alla "congiura" del 25 luglio dello stesso anno, quando l'approvazione da parte del Gran Consiglio del Fascismo dell'ordine del giorno Grandi portò alle forzate dimissioni del duce: fu proprio lui che propose di eseguire l'arresto di Mussolini a Villa Savoia, residenza privata di Vittorio Emanuele III.
Il 26 luglio Pietro Badoglio, nuovo capo del governo, lo restituì alle sue funzioni che mantenne fino all'8 settembre 1943; all'annuncio dell'armistizio di Cassibile, diversamente dalle alte cariche dello stato e dai comandanti militari, scelse di rimanere a Roma. Il 23 settembre, mentre si trovava nel suo ufficio al Viminale, fu arrestato da militari delle SS e paracadutisti tedeschi, al comando del capitano Erich Priebke. Deportato in Germania e recluso nel campo di concentramento di Dachau, fu poi trasferito a Hirschegg e infine liberato negli ultimi giorni di guerra, il 2 maggio 1945.
Tornato in Italia, venne accusato di favoreggiamento del fascismo, ma fu assolto dalla Corte speciale d'Assise di Roma. Nel suo libro di memorie narra con dovizia di particolari come abbia cercato, in un momento cruciale della storia italiana, di preservare il ruolo autonomo della polizia rispetto al regime.
Morì nel 1958, a settantaquattro anni, nella sua modesta abitazione, in uno dei quartieri più popolari di Roma tra San Giovanni e Santa Croce in Gerusalemme, via Andrea Provana, 23 per un'arteriosclerosi cerebrale che lo affliggeva da circa un mese.